# Eksorcizem
Eksorcizem je ritual izganjanja hudiča in zlih duhov iz človeka, predmetov ali prostorov. Ta ritual je razširjen v mnogih kulturah in se pojavlja v različnih obdobjih zgodovine.
V krščanstvu je eksorcist duhovnik ali oseba s posebnimi sposobnostmi, ki s pomočjo molitev, posvečene vode, zaklinjanja, krščanskih simbolov, relikvij itd. poskuša izgnati hudiča iz obsedene osebe.
Kadar Cerkev javno in z oblastjo prosi v imenu Jezusa Kristusa, da bi bila kaka oseba ali kak predmet zavarovan zoper hudobnega duha in odtegnjen njegovemu vplivu, gre za eksorcizem (zarotovanje, izganjanje hudega duha). Jezus sam ga je izvrševal  (Mr 1,25), od njega ima Cerkev oblast in nalogo izganjati hude duhove (prim. Mr 3,15; 6,7.13; 16,17). V preprosti obliki se eksorcizem (zarotovanje) uporablja pri krstu. Izganjanje hudega duha, imenovano tudi  »veliki eksorcizem«, lahko izvrši samo duhovnik z dovoljenjem škofa, pri tem pa se mora  strogo držati od Cerkve postavljenih pravil. 